# أب بخش (دشتستان)
أب بخش هي مدينة إيرانية وهي مركز بلدة آب بخش التابع لمقاطعة دشتستان من محافظة بوشهر في جنوب إيران، كان عدد سكانها سنة 2004 حوالي 17238 نسمة.